# Philemon moluccensis
Philemon moluccensis е вид птица от семейство Meliphagidae.

## Разпространение
Видът е разпространен в Индонезия.